# Sidney James
Sidney Lorraine James (ur. 1907  – zm. 11 marca 2004), dziennikarz amerykański.
Przed II wojną światową pracował w redakcjach gazet w St. Louis, Chicago i Los Angeles. Później pracował w Nowym Jorku, m.in. dla magazynu "Time". W 1948 kierował pierwszą relacją telewizyjną z narodowych konwencji Demokratów i Republikanów dla ABC.
W 1953 "Time" powierzył mu zadanie utworzenia narodowego czasopisma o tematyce sportowej. 16 sierpnia 1954 na rynku ukazał się pierwszy numer "Sports Illustrated", którym następnie James kierował jako redaktor naczelny do 1960; przez kolejne lata pozostawał współpracownikiem pisma. Zasługą Jamesa było nakłonienie do współpracy ze "Sport Illustrated" m.in. Ernesta Hemingwaya, Williama Faulknera i Johna Steinbecka.
W latach 70. był przewodniczącym Narodowego Centrum Publicznego ds. Telewizji i koordynował transmisje z przesłuchań przed senacką komisją ds. afery Watergate.
Autor pamiętników Press Pass: The Journalist's Tale (1994).